# Kurikuće
Kurikuće (cyr. Курикуће) – wieś w Czarnogórze, w gminie Berane. W 2011 roku liczyła 77 mieszkańców.